# Craig Noone
Craig Stephen Noone (Liverpool, 17 november 1987) is een Engels voetballer die bij voorkeur als linksbuiten speelt. Hij verruilde in 2012 Brighton & Hove Albion voor Cardiff City.

## Clubcarrière
Tijdens de zomer van 2007 testte Noone bij Antwerp, maar hij tekende er geen contract. Op 31 december 2010 nam Brighton & Hove Albion hem voor een bedrag van 360.000 euro over van Plymouth Argyle. In anderhalf seizoen speelde Noone 58 wedstrijden voor Brighton & Hove, waarin hij viermaal tot scoren kwam. Op 30 augustus 2012 tekende Noone een vierjarig contract bij Cardiff City. Hij debuteerde daarvoor op 2 september 2012, tegen Wolverhampton Wanderers. Hij lokte een penalty en een vrije trap uit, die door Peter Whittingham allebei werden omgezet in een doelpunt. Op 27 november 2012 werd hij voor het eerst in zijn carrière van het veld gestuurd, na een tweede gele kaart tegen Derby County.

## Erelijst
Cardiff City
- Football League Championship

2013
2 Romeo ·
4 Goutas ·
5 McGuinnes ·
6 Wintle ·
8 Ralls ·
10 Ramsey ·
11 O'Dowda ·
13 Rúnarsson ·
14 Bowler ·
16 Grant ·
17 Collins ·
18 Adams ·
19 Sawyers ·
21 Alnwick ·
22 Méïté ·
23 Siopis ·
24 Panzo ·
25 Evans ·
27 Colwill ·
32 Tanner ·
35 Rinomhota ·
37 Daley-Campbell ·
38 Ng ·
47 Robinson ·
Coach: Bulut